# Вильсекланд
Вильсекла́нд (фр. Villesèquelande) — коммуна во Франции, находится в регионе Лангедок — Руссильон. Департамент коммуны — Од. Входит в состав кантона Альзон. Округ коммуны — Каркасон.
Код INSEE коммуны — 11437.

## Население
Население коммуны на 2008 год составляло 811 человек.
| 1962 | 1968 | 1975 | 1982 | 1990 | 1999 | 2008 |
| ---- | ---- | ---- | ---- | ---- | ---- | ---- |
| 348  | 342  | 455  | 521  | 506  | 568  | 811  |

## Экономика
В 2007 году среди 488 человек в трудоспособном возрасте (15—64 лет) 384 были экономически активными, 104 — неактивными (показатель активности — 78,7 %, в 1999 году было 74,3 %). Из 384 активных работали 353 человека (189 мужчин и 164 женщины), безработных было 31 (6 мужчин и 25 женщин). Среди 104 неактивных 34 человека были учениками или студентами, 34 — пенсионерами, 36 были неактивными по другим причинам.

## Города-побратимы
- Монтефалько (Италия)